# Youtube Rewind
Youtube Rewind (cách điệu thành YouTube ЯEWIND) là một loạt video hàng năm được sản xuất và tạo ra bởi nền tảng video của Mỹ YouTube và Portal A Interactive từ năm 2010 đến 2019. Các video là tổng quan và tổng hợp lại của từng năm về những video đình đám, sự kiện, xu hướng và âm nhạc. Các phần hàng năm của loạt video được tải lên kênh chính thức của YouTube.
Phần năm 2018 của loạt video, YouTube Rewind 2018: Everyone Controls Rewind, đã bị chỉ trích gay gắt từ các nhà phê bình, YouTuber và khán giả, đạt hơn 10 triệu lượt không thích trong hai tuần đầu tiên, và trở thành video có nhiều lượt không thích nhất YouTube. Phần tiếp theo, YouTube Rewind 2019: For the Record, cũng nhận được sự đón nhận kém từ khán giả. YouTube đã không thực hiện một phần Rewind cho năm 2020, và thông báo vào năm tiếp theo rằng loạt video này sẽ bị ngừng sản xuất.

## Tranh cãi

### Phản ứng dữ dội của khán giả về Youtube Rewind 2018 và 2019
Youtube Rewind 2018 bị nhận 19 triệu dislike, trở thành video có nhiều dislike nhất lịch sử Youtube. Theo người xem, Youtube Rewind 2018 bị phản ứng dữ dội như vậy là do không có sự góp mặt của các YouTuber lớn như Pewdiepie, Shane Dawson, KSI, Logan Paul. Youtube Rewind 2019 tiếp tục bị chỉ trích dữ dội với 9 triệu dislike.

## Dừng hoạt động
Năm 2019, YouTube đã cố gắng chấn chỉnh điều này bằng cách chỉ tổng hợp lại những clip được người xem và số lượt thích (like) nhiều nhất kể từ đầu năm, nhưng có vẻ như vẫn không được lòng người dùng. Rewind 2019 tiếp tục nhận về lượng dislike khổng lồ, dẫn tới việc không có Rewind 2020. Và tới thời điểm hiện tại, YouTube chính thức công bố sự kết thúc của YouTube Rewind, sẽ không còn bất cứ video tổng kết năm nào nữa. Thay vào đó, YouTube cho biết công ty sẽ có những cách khác để vinh danh những YouTuber của năm và những xu hướng nổi bật, theo một trải nghiệm hoàn toàn mới mà người xem chưa từng được trải nghiệm trước đây. Nhưng với YouTube Rewind, dự án này đã chính thức đi tới hồi kết sau 10 năm